# Logos (Aristoteles)
Logos ist in der klassischen Rhetorik nach Aristoteles eine der drei Arten der Überzeugung, nämlich die durch Folgerichtigkeit und Beweisführung (das Argument). Die anderen beiden sind Ethos (Autorität und Glaubwürdigkeit des Sprechers) und Pathos (rednerische Gewalt und emotionaler Appell).
Das griechische Wort Logos hat einige weitere Bedeutungen. So bedeutet es gleichermaßen Wort, Rede, deren Sinn und Vernunft. Es kann aber auch für eine Instanz, die die Natur zusammenhält und zu einer Weltordnung führt, stehen.